# 2014 Vasilevskis
2014 Vasilevskis este un asteroid din centura principală, descoperit pe 2 mai 1973 de Arnold Klemola.